# Amata (geslacht)
Amata is een geslacht van vlinders uit de familie van de spinneruilen (Erebidae) en de onderfamilie van de beervlinders (Arctiinae).

## Soorten
- A. acrospila Felder, 1874
- A. actea Swinhoe, 1891
- A. adjuncta Walker
- A. aequipuncta Turati, 1917
- A. affinis Rothschild, 1920
- A. albapex Hampson, 1893
- A. alberti Rothschild, 1911
- A. albertiana Obraztsov, 1966
- A. albicornis Rothschild, 1910
- A. albifrons Moore, 1878
- A. albionica Dufay, 1965
- A. albobasis Kiriakoff, 1954
- A. alenicola (Strand, 1912)
- A. alicia (Butler, 1876)
- A. alikangiensis Strand, 1915
- A. amoenaria Swinhoe
- A. anatolica Zerny, 1931
- A. annulata Fabricius
- A. antiochena Lederer, 1861
- A. antitecta Turner
- A. antitheta Meyrick, 1876
- A. aperta Walker
- A. artapha Schaus
- A. assamica Rothschild
- A. atricornis (Wallengren, 1863)
- A. atricornuta Gaede, 1926
- A. attenuata Hampson, 1901
- A. aurantiaca Warnecke, 1934
- A. aurantiifrons Rothschild, 1911
- A. aurea Swinhoe, 1908
- A. aurivalva Schawerda, 1923
- A. aurofasciata Swinhoe, 1892
- A. bactriana Erschoff, 1874
- A. banguia Schaus, 1928
- A. basigera Walker
- A. basithyris Hampson, 1914
- A. benitonis Strand, 1912
- A. berinda Moore, 1878
- A. bicincta Kollar, 1844
- A. bicolor Walker
- A. bifasciata (Hopffer, 1857)
- A. bondo (Kiriakoff, 1965)
- A. borgoriensis Roepke, 1937
- A. borguensis (Hampson, 1901)
- A. borneogena Obraztsov, 1955
- A. brithyris Druce, 1895
- A. bryoponda Obraztsov, 1954
- A. burtti (Distant, 1900)
- A. caerulescens (Druce, 1898)
- A. calidupensis Rothschild
- A. cantori Moore, 1859
- A. caspia (Staudinger, 1877)
- A. celebesa Walker, 1864
- A. cerbera (Linnaeus, 1764)
- A. cerberella Strand, 1917
- A. ceres (Oberthür, 1878)
- A. cingulata Weber, 1801
- A. cocandica Erschoff, 1874
- A. compta Walker, 1869
- A. congener (Hampson, 1901)
- A. congenita Hampson
- A. connectens Rothschild, 1910
- A. consequa Leech, 1898
- A. consimilis (Hampson, 1901)
- A. creobota (Holland, 1893)
- A. croceizona (Hampson, 1910)
- A. cuprizonata (Hampson, 1901)
- A. cyanea Hampson, 1914
- A. cyanura Meyrick, 1886
- A. cymatilis Swinhoe, 1892
- A. cyssea Stoll, 1782
- A. chariessa (Jordan, 1936)
- A. chekianga Obraztsov, 1966
- A. chlorocera Hampson, 1892
- A. chlorometis Meyrick, 1886
- A. chloroscia (Hampson, 1901)
- A. cholmlei (Hampson, 1907)
- A. choneutospila Turner, 1905
- A. chroma Swinhoe, 1892
- A. chromatica Turner, 1905
- A. chrysozona (Hampson, 1898)
- A. damarensis Grünberg, 1910
- A. dapontes Schaus, 1928
- A. decorata Walker, 1862
- A. deflavata Gaede, 1926
- A. deflocca Swinhoe, 1892
- A. democles Schaus, 1928
- A. democharis Schaus, 1928
- A. derivata Walker, 1862
- A. dichotoma Leech, 1898
- A. dichotomoides Obraztsov, 1966
- A. dilatata Snellen, 1880
- A. dilateralis (Hampson, 1898)
- A. discata (Druce, 1898)
- A. dissimilis (Bethune-Baker, 1911)
- A. divalis (Schaus & Clements, 1893)
- A. divisa Walker, 1854
- A. dyschlaena Turner, 1905
- A. edwardsi Butler, 1876
- A. egenaria Walker, 1862
- A. eleonora schaus, 1928
- A. elisa Butler, 1876
- A. elongata Hampson, 1900
- A. elongimacula Hampson, 1898
- A. elwesi Rothschild, 1910
- A. endocrocis (Hampson, 1903)
- A. era Swinhoe, 1891
- A. euryptera Hampson, 1898
- A. euryzona Leech, 1898
- A. everetti Rothschild, 1910
- A. exapta Swinhow, 1892
- A. expandens Walker, 1862
- A. extensa Walker, 1866
- A. fenestrata Walker
- A. fervida Walker, 1854
- A. flava Wileman, 1910
- A. flavifenestrata van Eecke, 1920
- A. flavifrons Hampson, 1892
- A. flavoanalis (Seitz, 1926)
- A. formosae Butler, 1876
- A. fortunei de l'Orza, 1869
- A. fouqueti de Joan, 1912
- A. francisca (Butler, 1876)
- A. fruhstorferi Rothschild, 1910
- A. gelatina Hampson, 1890
- A. genzana Matsumura, 1927
- A. geon Druce, 1885
- A. germana Felder, 1862
- A. goodii (Holland, 1893)
- A. gracillima Aurivillius, 1925
- A. grahami Obraztsov, 1966
- A. grotei Moore, 1871
- A. handelmazzettii Zerny, 1931
- A. hellei (Romieux, 1935)
- A. helleia Romieux, 1935
- A. hemiphoenica (Hampson, 1910)
- A. henrici Rothschild, 1910
- A. heptaspila Turner, 1905
- A. herthula Stauder, 1920
- A. herzii Turati, 1917
- A. hesperitis Meyrick, 1886
- A. higginsi Wiltshire, 1958
- A. hissarica Shchetkin, 1979
- A. hoenei Obraztsov, 1966
- A. huebneri Boisduval, 1829
- A. humana Zerny, 1931
- A. humeralis Butler, 1876
- A. hyalipennis Eecke, 1920
- A. hyalota Meyrick, 1886
- A. hydatina Butler, 1876
- A. hypomela Kiriakoff, 1954
- A. hyrcana Bang-Haas, 1912
- A. inconstans Gaede, 1926
- A. infracingulata Gaede, 1926
- A. insueta Swinhoe, 1892
- A. insularis Butler, 1876
- A. interniplaga (Mabille, 1890)
- A. issikii Sonan, 1941
- A. jacksoni Rothschild, 1910
- A. janenschi Seitz, 1926
- A. jankowskyi Rothschild, 1910
- A. johanna (Butler, 1876)
- A. kalidupensis Rothschild, 1910
- A. kenredi (Rothschild, 1910)
- A. khasiana Butler, 1876
- A. kinensis Hampson, 1898
- A. klossi Rothschild, 1920
- A. kolthoffi Bryk, 1941
- A. kruegeri (Ragusa, 1904)
- A. kuatuna Obraztsov, 1966
- A. kuhlweini (Lefèbvre, 1832)
- A. lagosensis (Hampson, 1907)
- A. lampetis Turner, 1898
- A. lateralis (Boisduval, 1836)
- A. leechii Rothschild, 1910
- A. leimacis (Holland, 1893)
- A. leopoldi Hering, 1934
- A. leucacma Meyrick, 1886
- A. leucerythra (Holland, 1893)
- A. leucozona Hampson, 1911
- A. leucozonoides Rothschild, 1912
- A. libanotica Bang-Haas, 1906
- A. limacis Rebel, 1914
- A. longipennis Walker, 1862
- A. lucerna Wileman, 1910
- A. lucina Butler, 1876
- A. lucta Lucas, 1901
- A. luteifascia Hampson, 1892
- A. macroflavifer Holloway, 1988
- A. macroplaca Meyrick, 1886
- A. madurensis Hampson, 1901
- A. magistri Turner, 1905
- A. magnopupillata Berio, 1941
- A. magrettii Berio, 1937
- A. maracandina Erschoff, 1874
- A. marella Butler, 1876
- A. mariae Dufrane, 1945
- A. marina (Butler, 1876)
- A. marinoides Kiriakoff, 1954
- A. marjana Stauder, 1913
- A. masoni Moore, 1878
- A. megista Hampson, 1898
- A. melanocera Hampson, 1903
- A. melanothorax Röber, 1929
- A. melaproctis Hampson, 1901
- A. melitospila Turner, 1905
- A. menia Bytinski-Salz, 1939
- A. mestralii Bugnion, 1837
- A. metaphaea Hampson, 1896
- A. micantala Hulstaert, 1923
- A. microspila Turner, 1923
- A. mindanaoensis Wileman, 1916
- A. minor Warren, 1888
- A. minuta Bang-Haas, 1910
- A. minutissima Obraztsov, 1966
- A. miozona (Hampson, 1910)
- A. mjobergi Talbot, 1926
- A. mogadorensis Blachier, 1908
- A. monothyris Hampson, 1914
- A. monticola (Aurivillius, 1910)
- A. n'tebi Bethune-Baker, 1911
- A. nesothetis Meyrick, 1886
- A. newara Moore, 1879
- A. nigriceps Butler, 1876
- A. nigricilia (Strand, 1912)
- A. nigricornis (Alpheraky, 1883)
- A. nigrifrons Wileman, 1914
- A. nigrobasalis Rothschild, 1910
- A. obraztsovi Kiriakoff, 1954
- A. octomaculata Talbot, 1929
- A. ocheipuncta Hampson, 1892
- A. ochreopunctata Pagenstecher, 1900
- A. ochrospila Turner, 1923
- A. olinda Swinhoe, 1892
- A. orphana Piepus & Snellen, 1904
- A. orphanaea Turner, 1895
- A. orphnaea Turner, 1898
- A. owstoni Rothschild, 1911
- A. pactolina Walker, 1864
- A. palanana Semper, 1898
- A. paradelpha Turner, 1905
- A. paratenuis Obraztsov, 1954
- A. paraula Meyrick, 1886
- A. pasca Leech, 1889
- A. passalis Fabricius
- A. pectoralis Walker, 1854
- A. pembertoni Rothschild, 1910
- A. pentazonata Hampson, 1898
- A. pentospila Turner
- A. persica Kollar, 1850
- A. persimilis Leech, 1898
- A. perspectabilis Eecke, 1920
- A. pfeifferae Moore, 1859
- A. phacozana Zerny, 1912
- A. phaeobasis (Hampson, 1907)
- A. phaeochyta Turner, 1907
- A. phaeozona (Zerny, 1912)
- A. phegea (Linnaeus, 1758) – Phegeavlinder
- A. phepsalotis Meyrick, 1886
- A. phoenicia (Hampson, 1898)
- A. phoenicozona Hampson, 1897
- A. ploetzi (Strand, 1912)
- A. polidamon (Cramer, 1779)
- A. poluydamon Cramer, 1780
- A. polymita Sparrm., 1769
- A. polyxio Fawcett, 1917
- A. polyxo (Fawcett, 1918)
- A. prepuncta Holloway, 1988
- A. prosomoea Turner, 1905
- A. pryeri Hampson, 1898
- A. pseudextensa Rothschild, 1910
- A. pseudoextensa Rothschild, 1910
- A. punctata Semper, 1898
- A. pyrocoma Meyrick, 1886
- A. quadrifascia Hampson, 1892
- A. quadripunctata Rothschild, 1910
- A. ragazzii (Turati, 1917)
- A. rantaisana Sonan, 1941
- A. recedens Lucas, 1891
- A. rendalli (Distant, 1897)
- A. ribbei Röber, 1885
- A. robinsoni Rothschild, 1920
- A. romeii Berio, 1941
- A. rossica Turati, 1917
- A. rubicunda Mabille, 1892
- A. rubritincta (Hampson, 1903)
- A. rufina (Oberthür, 1878)
- A. sala Swinhoe, 1902
- A. schoutedeni Kiriakoff, 1954
- A. serrata Hampson, 1892
- A. sheljuzhkoi Obraztsov, 1966
- A. shoa (Hampson, 1898)
- A. signata Walker, 1856
- A. similis (Le Cerf, 1922)
- A. simillima Rothschild, 1910
- A. simplex (Walker, 1854)
- A. sinana Bytinski-Salz, 1939
- A. sinensis Rothschild, 1910
- A. sinica Obraztsov, 1966
- A. sintenisi Standfuss, 1892
- A. sladeni Moore, 1871
- A. snelleni Rothschild, 1910
- A. soror (Le Cerf, 1922)
- A. sovinskiji Obraztsov, 1966
- A. sperbius Fabricius, 1787
- A. stanleyi (Kiriakoff, 1965)
- A. stellaris Snellen, 1895
- A. stenoptera (Zerny, 1912)
- A. stenozona Hampson, 1898
- A. stictoptera Rothschild, 1910
- A. subaana Schaus, 1925
- A. subdiaphana Hampson, 1914
- A. submarginalis Walker, 1869
- A. subtenuis Obraztsov, 1954
- A. susa Bytinski-Salz, 1939
- A. symphona Swinhoe, 1907
- A. taiwana Miyake, 1907
- A. taurica Hampson, 1898
- A. teinopera Hampson, 1898
- A. tenera Hulstaert, 1923
- A. tenius Walker, 1856
- A. tergomelas Hering, 1936
- A. tetragonaria Walker, 1862
- A. tetrazonata Hampson, 1898
- A. thoracica Moore, 1877
- A. ticaonis Hampson, 1907
- A. tigrina Walker, 1864
- A. timura Hulstaert, 1924
- A. tomasina (Butler, 1876)
- A. torquatus Leech, 1889
- A. transcaspica Obraztsov, 1941
- A. tricingulata Culot, 1911
- A. trifascia Holloway, 1976
- A. trifenestrata Röber, 1891
- A. trigonophora (Turner, 1898)
- A. tripunctata (Bethune-Baker, 1911)
- A. tritonia (Hampson, 1911)
- A. tunneyi Rothschild, 1910
- A. turbida Turati, 1917
- A. uelleburgensis (Strand, 1912)
- A. unifascia Hampson, 1892
- A. vandepolli Rothschild, 1910
- A. velatipennis (Walker, 1864)
- A. verecunda Swinhoe, 1902
- A. veronica (Oberthür, 1893)
- A. vicarians Holloway, 1988
- A. vitrea Walker, 1856
- A. waldowi (Grünberg, 1907)
- A. wallaceii Moore, 1856
- A. wilemani Rothschild, 1911
- A. wiltshirei Bytinski-Salz, 1939
- A. williami Rothschild, 1910
- A. wimberley Swinhoe, 1889
- A. wuka Pagenstecher, 1886
- A. xanthograpta Hampson
- A. xanthoma Leech, 1898
- A. xanthopleura Hampson, 1914
- A. xanthosoma Turner, 1898
- A. xanthostidsa Hampson, 1914
- A. xanthura Turner, 1905
- A. yunnanensis Rothschild, 1911

## Afbeeldingen

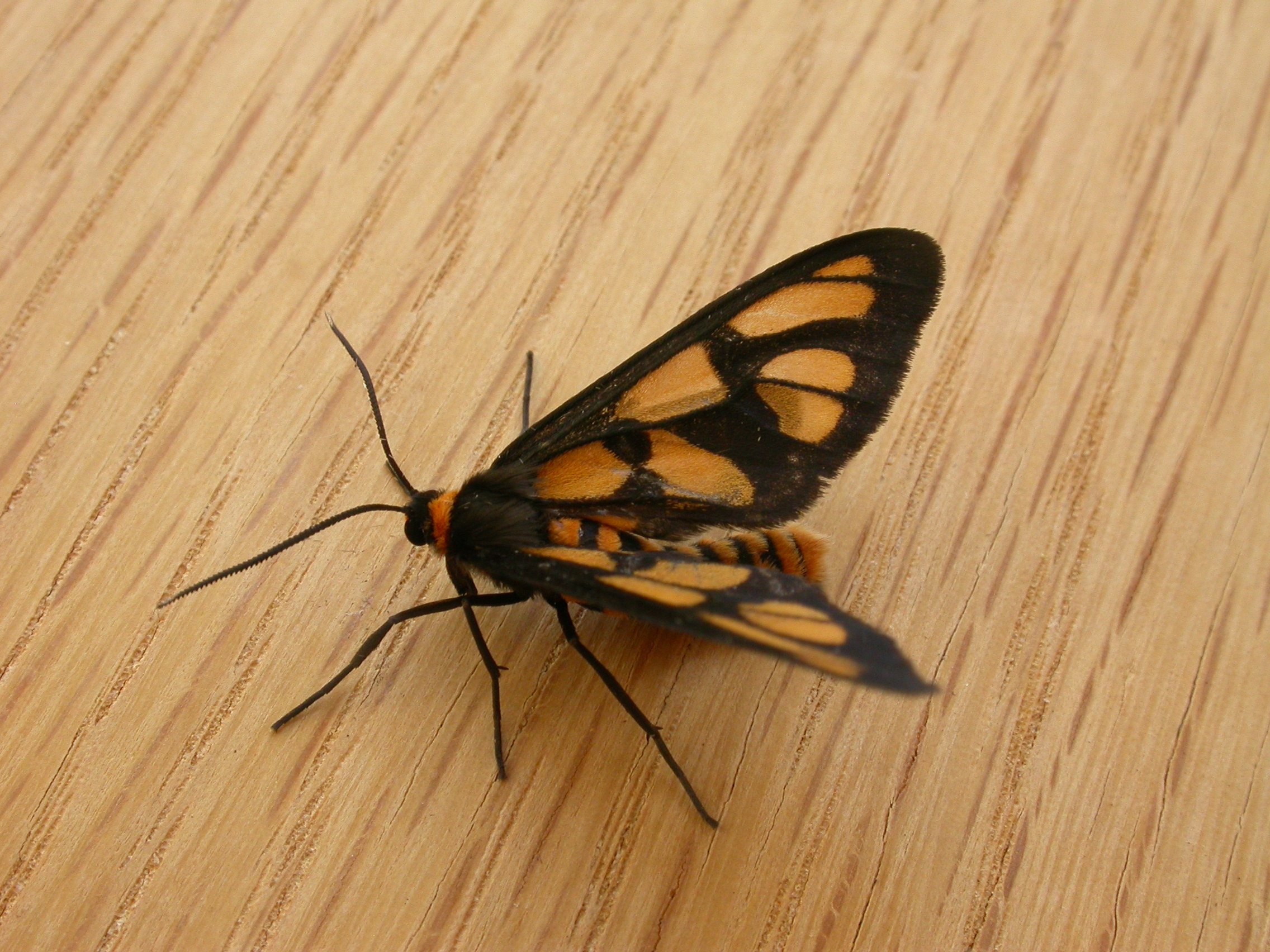
Amata trigonophora
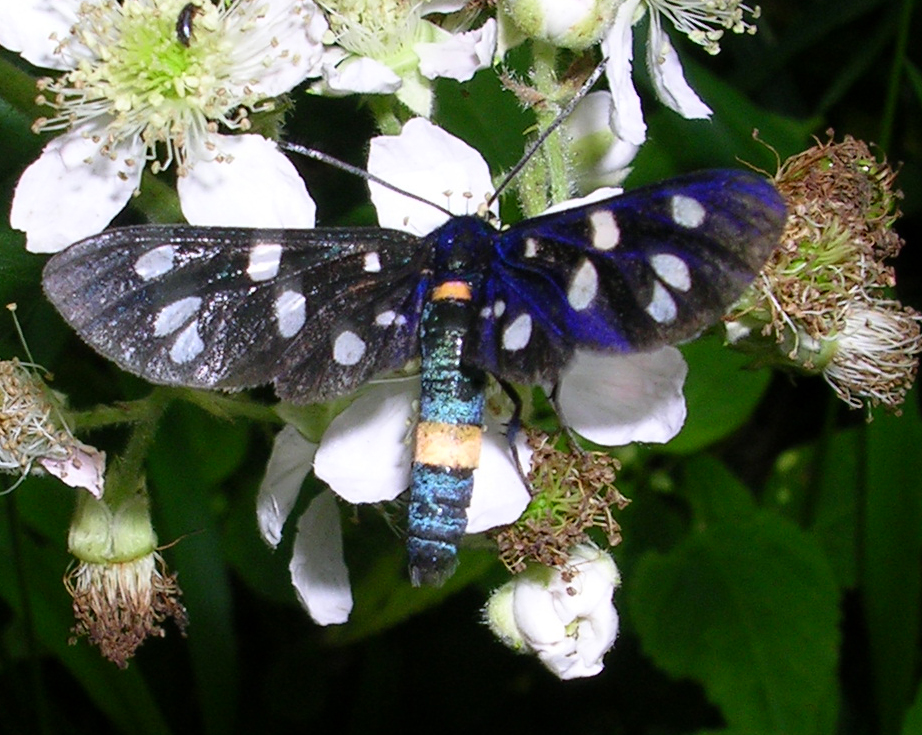
Phegeavlinder (Amata phegea)
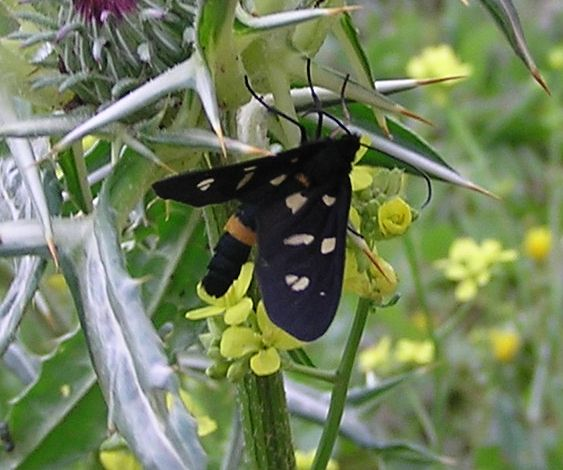
Amata mestralii